# Текстил
Текстил или трикотаж е събирателно название за всички продукти, произведени чрез плетене, тъкане или пресоване на различни естествени, изкуствени или синтетични влакна. Когато готовият продукт е тънка материя, той се нарича плат. Трикотаж (на френски: tricotage – „плетене“) е техниката на производство на трико (на френски: tricot – „плетиво“).

## Приложение
Производството на текстилните изделия (накратко текстил) се нарича текстилна промишленост – един от отраслите на леката промишленост. Текстилът е едновременно краен продукт за потребление и суровина за други производства. Продукти, за направата на които се използва текстил:
- облекла
- обувки
- мебели
- чадъри
- аксесоари за дома:
  - чаршафи, калъфки за възглавници;
  - пердета, завеси, балдахини;
  - текстилни тапети.

Текстилът е основна част от други производства, като например на изкуствена кожа.

## История на текстила
Производството на текстил е занаят от най-дълбока древност, но скоростта му на развитие и мащабът на производството биват силно повлияни от индустриалната революция в края на 18 и началото на 19 век и внедряването на машинни технологии. Производство на текстилни изделия е имало няколко хилядолетия пр.н.е., като обработката на естествени влакна е била ръчна, в малки обеми и за задоволяване на предимно собствени потребности. Почти непроменени до днес остават техниките на сплитане на нишките, повечето от които (лито, кепър, диагонална сплитка и др.) съществуват от древността.
През втората половина на 18 век в Англия се появяват текстилните манифактури, от които след появата на предачната машина (1768), предачния стан (1786) и парния двигател израстват и първите текстилни фабрики. Модернизацията в текстилната индустрия се изразява в следните няколко направления:
- изобретяването на машинните технологии за производство на текстил в големи мащаби,
- създаването и прилагането в производствената практика на нови синтетични прежди,
- синтезирането на нови бои и химикали за последваща обработка на тъканите.

Промяната в начина и мащабите на производство в текстилната промишленост и свързаните с тях промени в обществото са причина за възникване в Англия на движението на лудитите в началото на 19 век.

## В България
България има своите традиции в производството на прежди и тъкани. През Възраждането то от практика за самозадоволяване се превръща постепенно в занаят и манифактура, а след Освобождението – и в съществен отрасъл на българската лека промишленост. Към 2006 г. текстилната промишленост е сред отраслите, определящи експортния профил на страната.

## Видове текстил според произхода
Текстил може да се произвежда от много и различни материали. В миналото, текстилът е бил произвеждан само от естествени (животински и растителни) влакна, а след индустриализацията в производството навлизат изкуствени и синтетични влакна, като добавка или като основно съдържание.

### Текстил от животински произход
Текстилът от животински произход се произвежда основно от животинска вълна, както и от коприна.

#### Вълнен текстил
За производството на вълнен текстил се използва изпредена вълна (прежда) на различни животни:
- овца (мериносова и др.)
- коза (ангорска и кашмирска)
- лама
- алпака
- викуня
- камила
- ангорски заек.

#### Копринен текстил
Коприната спада към текстила с животински произход, тъй като копринената нишка се добива от пашкул на насекомо – китайската копринена буба. Копринената нишка е лъскава, гладка и здрава.

### Текстил от растителен произход
Растителните култури, които специално се отглеждат за задоволяване на нуждите на текстилната индустрия, са:
- памук
- лен
- юта.

Използват се също:
- цели растения – трева (слама), бамбук, конопени кълчища;
- части от растения – дървесно лико от: американската агава, кокосов орех (coir), растителен пух (kapok);
- водорасли – за производство на водно-разтворимото влакно алгинат.

### Текстил от синтетичен произход
Синтетични влакна са продукт изцяло на химически синтез. По-известните материали, ползвани в текстилната индустрия, са:
- полиестер
- полиамид (найлон)
- спандекс (ликра, еластан)
- микрофибър
- кевлар.

### Текстил от изкуствен произход
За добиване на нишки с изкуствен произход се използват естествени суровини като целулоза, от която се произвежда изкуствена коприна (т.нар. вискоза).

### Текстил от минерален произход
Основни суровини за минералните влакна са:
- стъкло – стъклена вата
- влакнест минерали – минерална вата
  - азбест
- метал

## Видове готов текстил
Според начина на производството текстилът се дели основно на такъв получен чрез тъкане и нетъкан.

### Тъка̀н текстил
- Аба (шаяк) – дебел вълнен плат, който след изтъкаването се тепа, и облеклата направени от него.
- Бархет – мъхест памучен плат.
- Брезент – импрегнирана канава.
- Винилон – изкуствена тъкан, създадена чрез преработка на антрацитни въглища и варовик.
- Габардин – здраво изтъкан плат от вълна, памук, синтетични и изкуствени влакна или комбинации от тях.
- Дантела – получава се от преплитането на конци по специален начин.
- Деним - гладък, здрав памучен плат, използван за направата на дънки.
- Джинсов плат – памучен плат със специфични мъхести каналчета.
- Жакард – плат, получен чрез тъкане с разноцветни нишки, които образуват повтарящи се орнаменти.
- Кадифе и плюш – платове, едната страна на които е по-мека на допир.
- Канава – тежка, здрава, твърда тъкан, изработена от преплетени памучни влакна (по-рядко лен или коноп).
- Кенар – фин памучен плат, ръчно тъкан на стан в миналото, обикновено бял, с шевици по края.
- Креп – плат, производен от едноименните силно усукани прежди.
- Марля
- Муселин – фино тъкан памучен или копринен плат.
- Органза́ – фина, прозрачна тъкан от естествена или изкуствена коприна.
- Панама – вид сплитка в тъкачеството и полученият плат.
- Поплин – плат с ивичеста структура.
- Ранфорс – памучен плат със специфично усукана нишка.
- Рипс – памучен плат с изпъкнали нишки по дължината му.
- Рипстоп – плат с подсилващи нишки, устойчив на разкъсване.
- Сатен – плат с лъскава и матова страна, произведен от естествена или изкуствена коприна.
- Сукно̀ – мек вълнен плат, използван за направата на връхни дрехи.
- Тафта̀ – лъскав и гладък плат от естествена или изкуствена коприна със специфичен шум при движение.
- Тензух
- Туид – Плътна, здрава, нееластична вълнена материя с възли и власинки, обикновено с диагонално преплитане, използвана за горни дрехи.
- Фланела – лека вълнена материя.
- Хасе
- Шантунг – плат, изтъкан от късите нишки, останали след изтеглянето на основната копринена нишка.
- Шифон – лек, фин, полупрозрачен плат, изтъкан от памук, коприна или синтетични влакна.
- Шушляк – Тънка, но здрава и водонепроницаема материя, съставена само от полиестер.

### Нетъкан текстил
- Вата – общо наименование на нетъкания текстил, използван като пълнеж и изолация.
- Филц – изработва се чрез пресоване с пара или гореща вода и сплъстяване на животинска вълна или други нишки.

## Обработка
При производството на текстилни тъкани се прилагат различни видове обработки, чрез които се променят техните физико-химични свойства. Тези обработки са строго специфични при различните видове текстил, например памука най-често се изварява и избелва. Широко разпространени са също различни апретурни техники, с помощта на които на тъканите могат да се придават свойства като водоотблъскване, негоримост и други. Други важни обработки включват процесите на багрене и щамповане.

### Капитониране
Капитонирането е процес, при който няколко слоя плат (обикновено единият от които е вата) се поставят един върху друг и се съшиват на специални капитониращи машини. Ватата придава обем на готовия продукт, а капитонирането не ѝ позволява да се размества и заздравява крайният продукт.